# Ecteinascidia sluiteri
Ecteinascidia sluiteri är en sjöpungsart som beskrevs av William Abbott Herdman 1906. Ecteinascidia sluiteri ingår i släktet Ecteinascidia och familjen Perophoridae. Inga underarter finns listade i Catalogue of Life.